# Febbre di plenilunio
Febbre di plenilunio (Full Moon Fever) è l'ottantaquattresimo libro della serie horror per ragazzi Piccoli brividi, realizzata da R. L. Stine.

## Trama
Robbie e Alesha sono due fratelli di rispettivamente dodici e undici anni, appassionati di racconti del terrore. Mentre sono in visita dal loro nonno John, questi si diverte a spaventarli, raccontando loro che chi si fosse messo a osservare il plenilunio durante la notte di Halloween, si sarebbe trasformato in un mostro. Qualche giorno dopo i due fratelli escono a raccogliere dolci durante la notte di Halloween. Bussano anche alla porta dell'eccentrica signora Eakins, considerata da tutti una strega, la quale regala loro due barrette di cioccolato, che i due mangiano poco dopo. Prima di tornare a casa, Robbie e Alesha ignorano l’avvertimento del nonno e si mettono a fissare la luna piena.
I due, dopo essersi svegliati, scoprono di essersi trasformati in creature pelose per metà umane e per metà animali con lunghi artigli e denti aguzzi. Entrambi inoltre faticano a parlare normalmente e la loro madre li caccia da casa terrorizzata, senza riconoscerli. I due cercano di arrivare a casa di nonno John, convinti che lui conosca il modo per farli tornare normali, ma quando chiedono aiuto alla loro amica Maggie (poiché suo fratello Clay ha un'automobile per poterli portare dal nonno) anch'ella li caccia via terrorizzata. Robbie e Alesha sono quindi costretti a raggiungere la casa del nonno a piedi. Durante il tragitto, essi scoprono di aver acquisito una forza sovrumana e sentono il bisogno di divorare piccoli animali. Dopo essere stati avvistati da alcune persone, vengono inseguiti dalla polizia e costretti a nascondersi. Arrivati infine dal nonno, questi non ha modo di aiutarli, in quanto pensava che la "febbre di plenilunio" fosse solo una leggenda. Decide di portare i nipoti dalla vecchia che gli aveva raccontato la storia, nelle foreste del Canada, la quale a sua volta consiglia loro di rivolgersi al dottor Thorne, un vecchio eccentrico che vive nella foresta e considerato da tutti un pazzo. Infatti, una volta arrivati alla sua casa, scoprono che Thorne è davvero un folle, che li cattura con l'intenzione di farne dei fenomeni da baraccone.
I due riescono a scappare dalle gabbie del circo di Thorne e a tornare a casa, dove scoprono che la notte di Halloween la signora Eakins aveva regalato loro delle "barrette mutanti": sono queste che hanno causato la trasformazione, la febbre di plenilunio era solo una leggenda. Robbie e Alesha irrompono in seguito nella casa della malvagia signora e, dopo averla assalita, trovano e rubano delle "barrette normalizzanti". I due fratelli escono e addentano le barrette, ma anziché tornare normali, cominciano a rimpicciolirsi. Robbie scopre allora di non aver mangiato una barretta normalizzante, ma una "barretta riducente".

## Personaggi
- Robbie: il protagonista della storia che, credendo alla leggenda della "febbre di plenilunio", si ritrova trasformato in un essere mostruoso.
- Alesha: la sorella di Robbie, anch'ella verrà trasformata in un essere mostruoso.
- John: il nonno di Robbie e Alesha. Racconta ai nipoti la leggenda della "Febbre di plenilunio" solo per suggestionarli ma dopo aver visto la loro reale trasformazione decide di aiutarli.
- Ms. Eakins: la malvagia vicina di Robbie e Alesha, considerata da tutti una strega. Dà ai due ragazzi delle barrette il giorno di Halloween ed è grazie a queste che i due si trasformano.
- Dr. Thorne: un malvagio e folle dottore che vive nelle foreste del Canada, isolato da tutto e tutti. Cattura Robbie e Alesha per renderli dei fenomeni da baraccone.
- Maggie: la migliore amica di Robbie e Alesha. Inizialmente sembrerebbe voler aiutare i due fratelli (dopo averli visti trasformati in mostri), ma in un secondo momento li caccia via.
- Clay: il fratello maggiore di Maggie.
- La vecchia donna canadese: l'anziana donna che raccontò al nonno John la storia della "febbre di plenilunio".

## Edizioni
- R. L. Stine, Febbre di plenilunio, traduzione di Cristina Scalabrini, collana Piccoli brividi, Arnoldo Mondadori Editore, 2001, pp. 153. ISBN 88-04-49764-5